# Complots e intentos de magnicidio presidenciales en los Estados Unidos

Ilustración de Achille Beltrame del asesinato del presidente William McKinley (1901)

Los complots e intentos de magnicidio contra el presidente de los Estados Unidos han sido numerosos, rondando desde inicios del siglo XIX hasta el presente. Este artículo lista aquellos magnicidios, o intentos de magnicidios que ocurrieron sobre presidentes en ejercicio o aquellos electos, más no sobre candidatos que no habían sido todavía elegidos como tal. 
El 30 de enero de 1835, Andrew Jackson fue el primer presidente en padecer un intento de asesinato cuando Richard Lawrence intentó efectuarle dos disparos en el pórtico Este del Capitolio mientras Jackson se retiraba de un funeral en la Cámara de Representantes. El intento se frustró debido a que ambas armas de Lawrence fallaron en disparar.
Cuatro presidentes en ejercicio fueron asesinados: Abraham Lincoln (1865, por John Wilkes Booth), James A. Garfield (1881, por Charles J. Guiteau), William McKinley (1901, por Leon Czolgosz), y John F. Kennedy (1963, por Lee Harvey Oswald). 
Ronald Reagan (1981, por John Hinckley, Jr.) es el único presidente estadounidense en ejercicio en ser herido en un intento de asesinato y sobrevivir. Dos expresidentes, Theodore Roosevelt (1912, por John Schrank) y Donald Trump (2024, por Thomas Matthew Crooks) también fueron heridos durante ataques.
En todos los casos el atacante utilizó un arma de fuego. Solo Gerald Ford experimentó intentos de asesinatos perpetrados por una mujer, los cuales sucedieron en ocasiones separadas.
Muchos intentos de asesinatos, tanto efectivos como infructuosos, fueron motivados por un deseo de cambiar las políticas del gobierno estadounidense. Sin embargo, no todos los ataques tenían razones políticas. Muchos de estos atacantes experimentaban una estabilidad mental cuestionable, e incluso algunos fueron declarados legalmente insanos. El historiados James W. Clarke sugiere que la mayoría de los atacantes estaban sanos y políticamente motivados, mientras que el manual legal del Departamento de Justicia alega que la gran mayoría estaban mentalmente inestables. Algunos asesinos, especialmente aquellos mentalmente inestables, actuaron por sí mismos, mientras que a aquellos que perseguían una agenda política se les encontraron en varios casos conspiradores que los apoyaban. La mayoría de estos conspiradores fueron arrestados y castigados, ya fuera ejecutándolos o confinándolos en una cárcel o institución mental.
El hecho de que el sucesor de un presidente sea el vicepresidente, y que todos los vicepresidentes desde Andrew Johnson sean del mismo partido político que el presidente puede desalentar dichos ataques, al menos aquellos movidos por razones políticas. Sin embargo, la tercera persona en la línea de sucesión, el Presidente de la Cámara de Representantes, suele ser del partido opuesto, como dicta el Acta de Sucesión Presidencial.
La mayoría de las amenazas de muerte o violencia en contra del presidente suelen ser retóricas o humorísticas en naturaleza, careciendo de toda seriedad, mientras que aquellas realizadas de manera creíble se consideran un delito federal grave desde 1917.

## Presidentes asesinados

### Abraham Lincoln

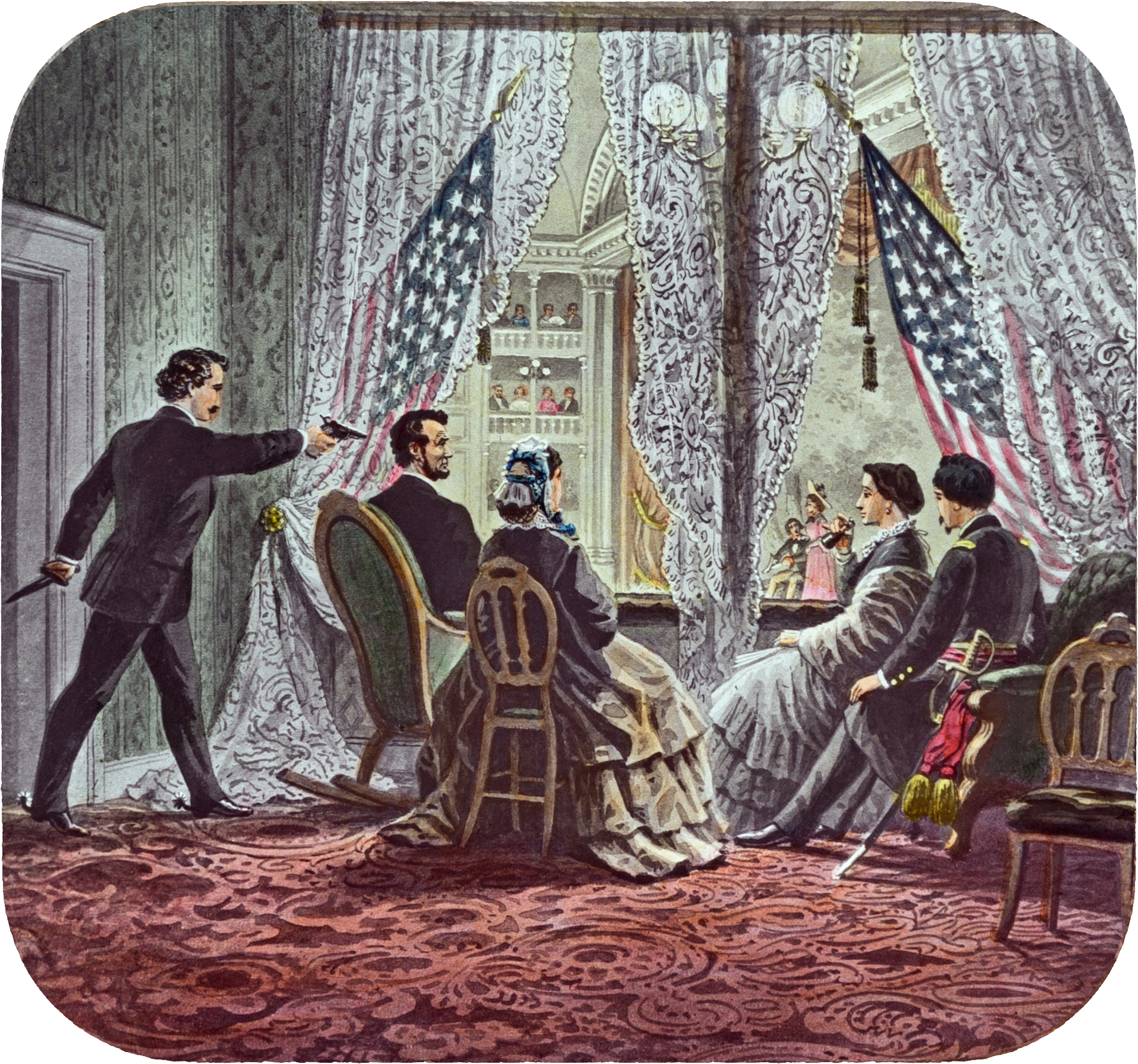
John Wilkes Booth asesinando a Abraham Lincoln en el teatro Ford. c. 1865–75

Abraham Lincoln, el décimo-sexto presidente de los Estados Unidos, fue el primer presidente en ser asesinado (aunque no el primero en morir en el ejercicio del cargo). El asesinato tuvo lugar durante un Viernes Santo, el 14 de abril de 1865, en el teatro Ford de Washington D. C., alrededor de las 10:15 PM. El magnicida, John Wilkes Booth, era un reconocido actor y simpatizante confederado de Maryland; aunque nunca se afilió al ejército confederado, tenía contactos dentro del servicio secreto de la Confederación. En 1864, Booth formuló un plan (muy similar al de Thomas N. Conrad, previamente autorizado por la Confederación) para secuestrar a Lincoln a cambio de la liberación de prisioneros confederados. Tras asistir el 11 de abril de 1865 a una conferencia en la que Lincoln promovió el derecho a voto de las personas de color, Booth decidió en su lugar asesinarlo. Luego de enterarse de que el presidente asistiría al teatro Ford, Booth formuló un plan junto a otros conspiradores para asesinar a Lincoln en el teatro, como también al vicepresidente Andrew Johnson y al secretario de estado William H. Seward en sus hogares. Lincoln asistiría a una obra en el teatro Fordllamada "Our American Cousin" ("Nuestro Primo Americano"). Mientras el presidente estaba sentado en su palco del teatro junto a su esposa Mary y otros dos invitados, el mayor Henry Rathbone y su prometida Clara Harris, Booth se escurrió por detrás. Apuntó su pistola Derringer calibre 44 a la parte posterior de la cabeza de Lincoln y disparó, hiriéndolo mortalmente. Rathbone intentó contenerlo pero Booth lo apuñaló y logró escapar. Lincoln fue examinado por doctores mientras yacía inconsciente y luego fue trasladado a un edificio frente al teatro. Luego de permanecer en coma por nueve horas, Lincoln murió el 15 de abril a las 7:22 AM.
Mientras expiraba, su respiración se aquietaba y su semblante se calmó. De acuerdo a algunos testigos, durante las primeras horas de la mañana esbozó una sonriza y luego murió. Algunos historiadores, en particular Lee Davis, han enfatizado la apariencia pacífica de Lincoln durante y antes de su muerte: "Era probablemente la primera vez en cuatro años que una expresión de paz cruzó por su rostro." Field escribió una carta al New York Times: "no hubo un sufrimiento aparente, ni convulsiones, ni secreciones respiratorias...[solo] un mero cese de su respiración'... nunca había visto sobre el rostro del presidente una expresión tan pacífica y reconfortante." El secretario presidencial, John Hay, dijo ver "una indescriptible paz que cayó sobre su semblante".
Más allá del asesinato de Lincoln, el plan fracasó: Seward solo fue herido, y el conspirador que debía atacar a Johnson se acobardó. Luego de darse a la fuga durante 12 días, Booth fue perseguido y hallado el 26 de abril de 1865 por soldados del ejército de la Unión en una granja en Virginia, a unos 112,7 km (70 millas) al sur de Washington. Luego de rehusarse a rendirse, Booth fue mortalmente herido por un disparo del soldado de caballería de la Unión, Boston Corbett. Cuatro conspiradores más fueron ahorcados después por su participación en los ataques.

### James A. Garfield

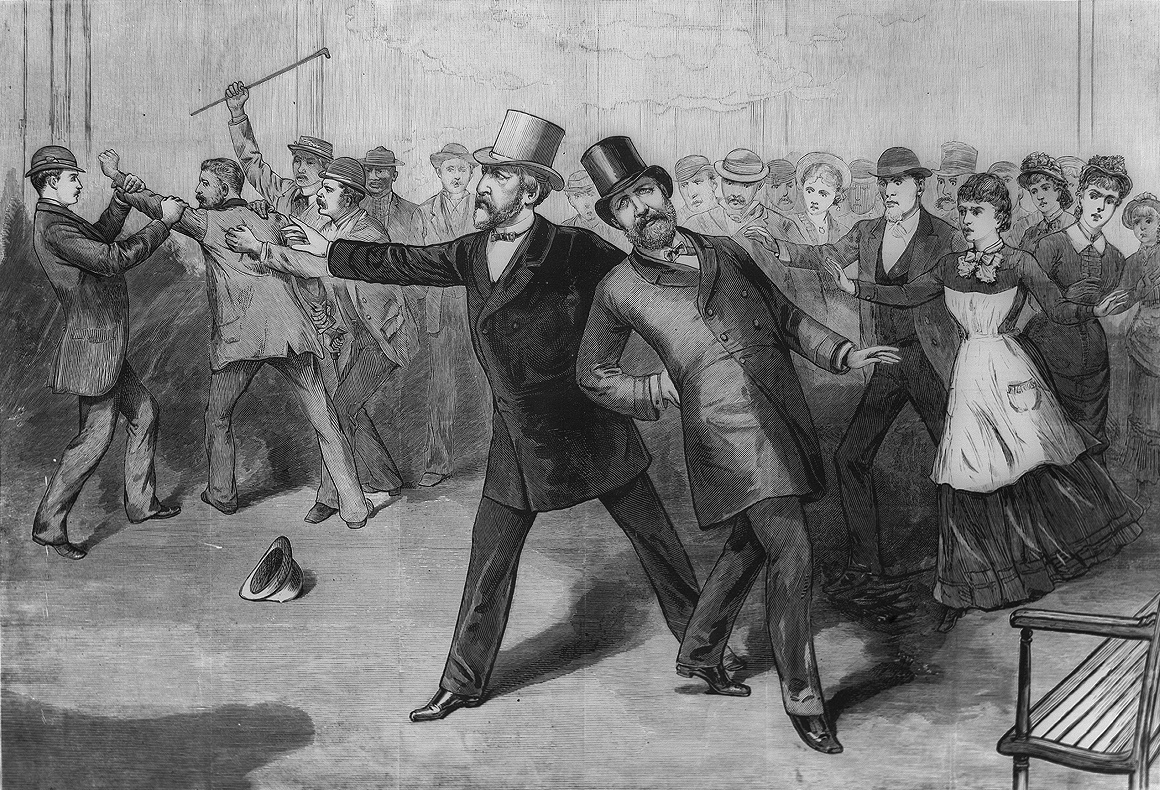
El presidente James A. Garfield con James G. Blaine después de recibir un disparo de Charles J. Guiteau

El asesinato de James A. Garfield, el vigésimo presidente de los Estados Unidos, ocurrió en la estación de trenes de Baltimore y Potomac en Washington D. C., el sábado 2 de julio de 1881, a las 9:20 de la mañana, a menos de cuatro meses después de asumir sus funciones. Mientras el presidente llegaba a la estación, el escritor y abogado Charles J. Guiteau le efectuó dos disparos con un revólver British Bull Dog Webley calibre 442; una de las balas rozó el hombro del presidente y la otra perforó su espalda. Durante las siguientes 11 semanas, Garfield soportó el dolor y sufrimiento del disparo y finalmente murió el 19 de septiembre de 1881 a las 10:35 PM debido a complicaciones causadas por infecciones iatrogénicas, que contrajo debido a la mala praxis de los doctores que le manoseaban  constantemente la herida con las manos o con instrumentos sin esterilizar. Sobrevivió un total de 79 días luego del atentado.
Guiteau fue arrestado inmediatamente. Luego de un juicio altamente público que se extendió desde el 14 de noviembre de 1881 hasta el 25 de enero de 1882, fue hallado culpable y sentenciado a muerte. Una apelación subsecuente fue rechazada y se lo ejecutó por ahorcamiento el 30 de junio de 1882, en el distrito de Columbia, dos días antes del primer aniversario del asesinato. Guiteau fue evaluado durante el juicio y en su autopsia como una persona mentalmente inestable o aquejada de neurosífilis. Alegó haberle disparado a Garfield luego de sentirse defraudado por no haber sido nombrado embajador de Francia. Atribuía la victoria del presidente en las elecciones a un discurso a favor de Garfield escrito por él.

### William McKinley

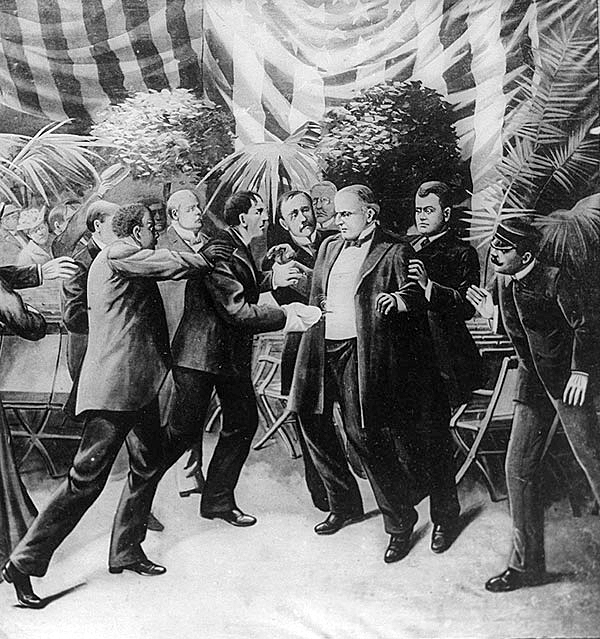
Leon Czolgosz dispara al presidente William McKinley con un revólver escondido debajo de un trapo de tela. Recorte de un dibujo lavado de T. Dart Walker.

El asesinato del presidente de los Estados Unidos William McKinley ocurrió a las 4:07 PM del viernes 6 de septiembre de 1901, en el Templo de la Música en Buffalo, Nueva York. McKinley, que se encontraba asistiendo a la Exposición Panamerican, sufrió dos disparos a quemarropa en el abdomen realizados por Leon Czolgosz, un anarquista, armado con un revólver Iver Johnson calibre .32 que mantenía oculto bajo un pañuelo. La primera bala rebotó en un botón o una medalla en el abrigo de McKinley y se alojó en la manga; el segundo disparó le perforó el estómago. Aunque inicialmente McKinly parecía estar recuperándose de sus heridas, su estado se deterioró rápidamente debido a una gangrena que apareció alrededor de la herida y murió el 14 de septiembre de 1901 a las 2:15 AM.
Algunos miembros del público, encabezados por James Benjamin Parker, sometieron y capturaron a Czolgosz. Un poco después, intervinieron tanto la 4.ª Brigada de la Guardia Nacional como efectivos policiales, golpeando a Czolgosz tan severamente que en un principio se pensó que no sobreviviría para ser enjuiciado. El 24 de septiembre, luego de un juicio que duró 2 días y en el cual el acusado rechazó defenderse a sí mismo, Czolgosz fue condenado y luego sentenciado a muerte. Fue ejecutado en la silla eléctrica en la prisión de Auburn el 29 de octubre de 1901. Las acciones de Czolgosz estaban motivadas políticamente, aunque se desconoce cuál es el desenlace que él creía que el asesinato iba a provocar.
Luego del asesinato del presidente McKinley, el Congreso ordenó al Servicio Secreto proteger al presidente como parte de sus tareas.

### John F. Kennedy

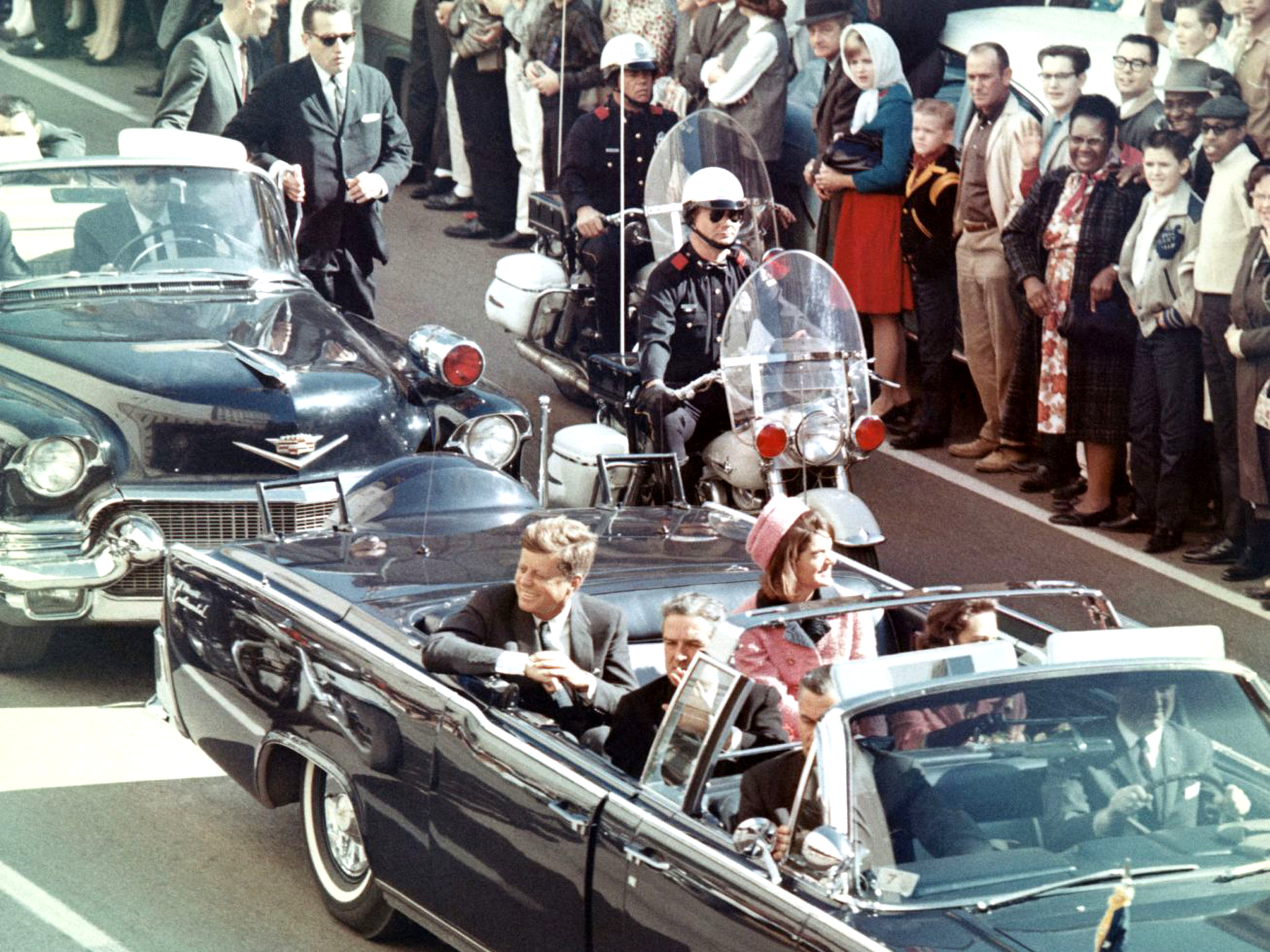
El presidente John F. Kennedy, su esposa Jacqueline y los Connally en la limusina presidencial minutos antes del asesinato.

El asesinato del presidente de los Estados Unidos John F. Kennedy ocurrió a las 12:30 PM del viernes 22 de noviembre de 1963 en Dallas, Texas, durante un desfile presidencial alrededor de la Plaza Dealey. Kennedy estaba acompañado por su esposa Jacqueline, El gobernador de Texas, John Connally, y la esposa de éste, Nellie, cuando fue herido mortalmente por el Marine y detractor americano Lee Harvey Oswald (usando un rifle Carcano 38 con munición de 6.5×52mm) desde el sexto piso del Depósito de libros escolares de Texas. Sufrió un disparo en la espalda, en el cual la bala salió por su garganta, y un disparo en la cabeza. El gobernador Connally resultó seriamente herido y un transeúnte, James Tague, recibió una pequeña herida facial a causa de un trozo de grava que se desprendió al ser impactada por una de las balas. El desfile rápidamente desvió su curso hacia el Hospital Memorial Parkland, donde el presidente Kennedy fue declarado muerto a las 1:00 PM. Oswald fue finalmente arrestado y acusado por el Departamento de Policía de Dallas del asesinato de Kennedy y el homicidio del oficial de policía J. D. Tippit, que fue baleado en un barrio residencial en la sección de Oak Cliff de Dallas unas horas más tarde. El domingo 24 de noviembre, mientras era transferido desde la prisión de la ciudad hacia la prisión del condado, Oswald fue mortalmente herido por un disparo en el sótano de la sede del Departamento de Policía de Dallas por Jack Ruby, el dueño de un local nocturno de Dallas. Ruby fue condenado por el homicidio de Oswald, pero su condena fue luego revocada en una apelación. En 1967, Ruby murió en prisión aguardando un nuevo juicio.
En septiembre de 1964, la Comisión Warren concluyó que tanto Kennedy como Tippit habían sido asesinados por Oswald, que Oswald había actuado por sí mismo en ambos crímenes y que Ruby había actuado por sí mismo al asesinar a Oswald. Sin embargo, la mayoría de las encuestas realizadas desde 1966 hasta 2004 arrojaron que casi hasta el 80% de los estadounidenses sospechaban que existía una conspiración o encubrimiento en relación con el asesinato del presidente Kennedy. Múltiples teorías conspirativas continúan vigentes hasta el día de hoy.

## Presidentes heridos

### Ronald Reagan

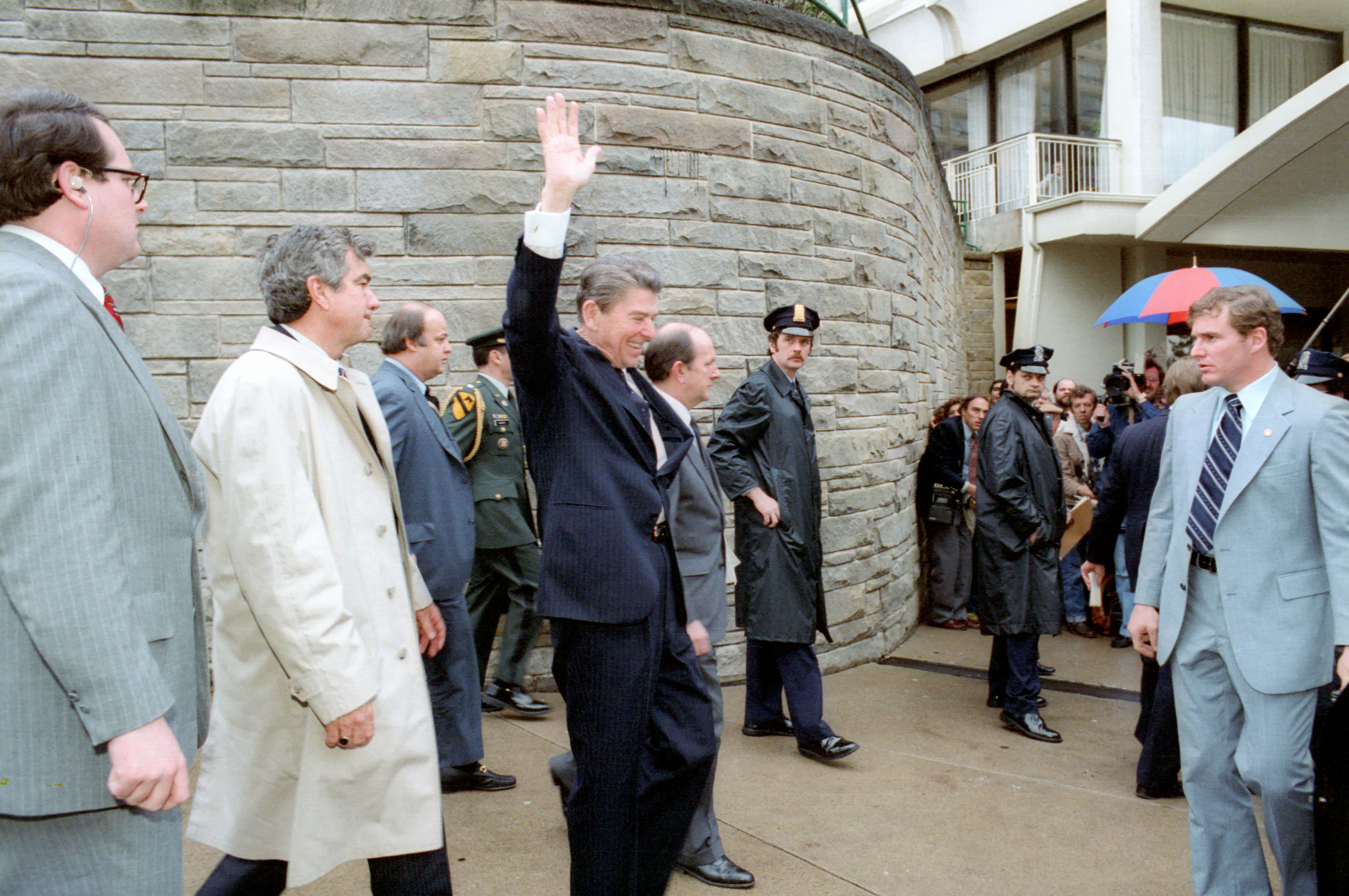
El presidente Ronald Reagan (al centro) saluda justo antes de sufrir un disparo afuera de un hotel, en Washington D.C, el 30 de marzo de 1981.

El 30 de marzo de 1981, mientras Ronald Reagan regresaba a su limusina luego de dar una conferencia en el hotel Washington Hilton, John Hinckley Jr. le realizó seis disparos usando un revólver Röhm RG-14 calibre .22, impactando tanto a Reagan como a otras tres personas. Reagan fue seriamente herido por una bala que rebotó en uno de los lados de la limusina presidencial y se incrustó debajo de su axila izquierda, fracturándole una costilla, perforándole un pulmón, y causando una seria hemorragia interna. Aunque llegó con signos vitales muy débiles al Hospital de la Universidad George Washington, lograron estabilizarlo en la sala de emergencias, y luego fue intervenido quirúrgicamente. Pudo recuperarse completamente y fue dado de alta el 11 de abril. Además de Reagan, el Secretario de Prensa de la Casa Blanca, James Brady, el agente del Servicio Secreto Tim McCarthy, y el oficial de policía Thomas Delahanty también resultaron heridos. Todos lograron sobrevivir, pero Brady sufrió daño cerebral y quedó permanentemente discapacitado; La muerte de Brady en 2014 fue considerada un homicidio porque fue últimamente causada por esta herida.
Hinckley fue inmediatamente sometido y arrestado, y luego dijo querer asesinar al presidente Reagan para impresionar a la actriz Jodie Foster. Fue declarado legalmente insano y confinado a una institución mental. Hinckley fue liberado de la institución psiquiátrica el 10 de septiembre de 2016, 12 años después de la muerte de Reagan causada por neumonía complicada por enfermedad de Alzheimer.

## Expresidentes heridos

### Theodore Roosevelt

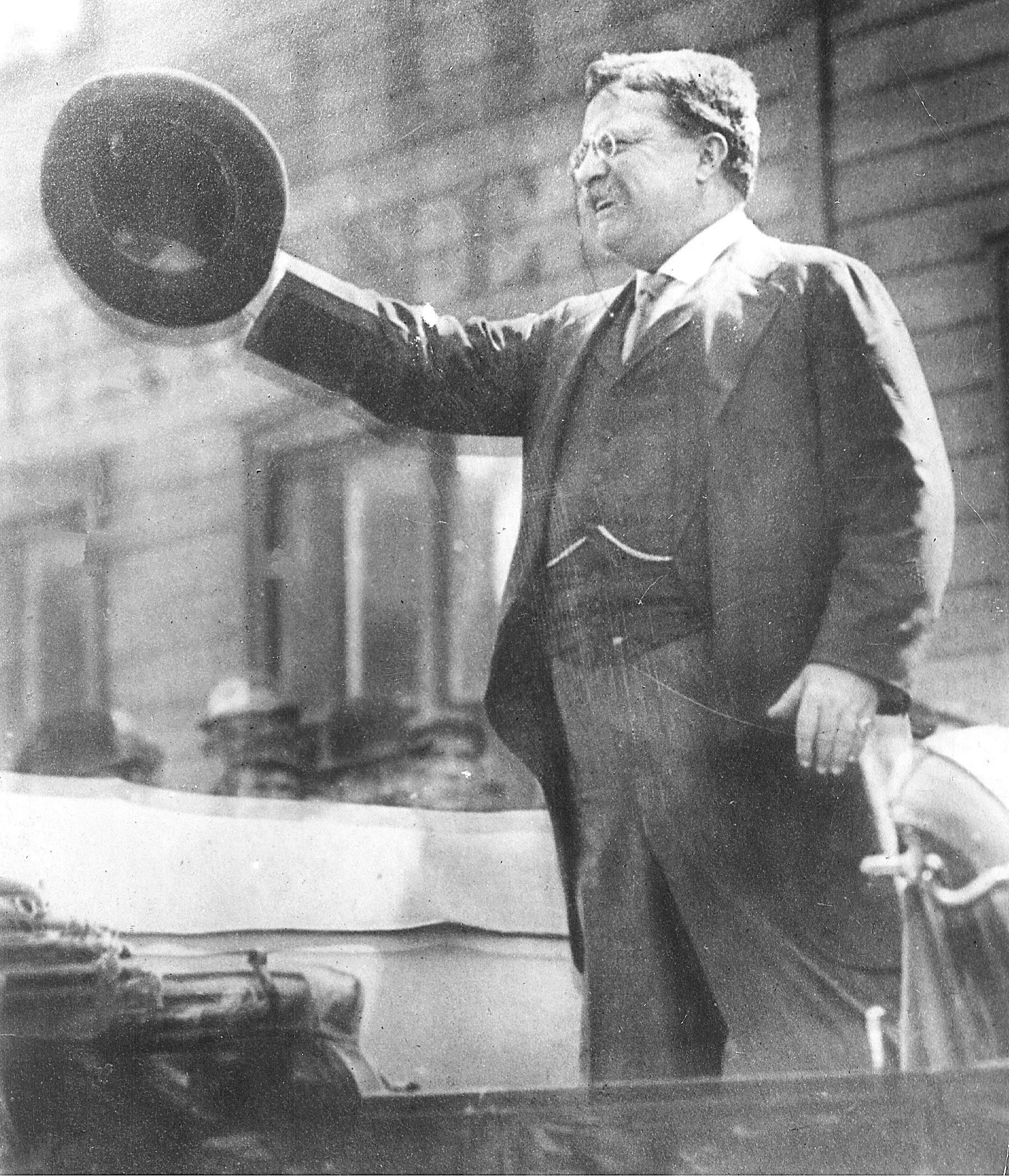
Theodore Roosevelt hablando desde un automóvil en Milwaukee el 14 de octubre de 1912, poco antes de recibir un disparo.

Tres años y medio luego de dejar sus funciones, Theodore Roosevelt participó como candidato en las elecciones presidenciales de 1912 como miembro del Partido Progresista. Mientras hacía campaña en Milwaukee, Wisconsin el 14 de octubre de 1912, John Schrank, el dueño de una taberna que venía acosándolo durante varias semanas, le disparó a Roosevelt en el pecho con una edición policial del revólver Colt calibre .38. El texto de 50 páginas de su discurso de campaña que llevaba plegado en su bolsillo pectoral y el estuche metálico de sus anteojos lograron frenar la bala, lo que le salvó la vida. Schrank fue inmediatamente desarmado, capturado y pudo haber sido linchado por la multitud de no ser por la intervención de Roosevelt que gritó que no le hicieran daño. Roosevelt le aseguró a las personas reunidas que se encontraba bien y luego ordenó a la policía que escoltara a Schrank para asegurarse de que no sufriera violencia alguna.
Roosevelt, un experimentado cazador y anatomista, concluyó correctamente que si no estaba tosiendo sangre era porque la bala no había perforado su pulmón y luego rechazó la sugerencia de ser inmediatamente trasladado a un hospital. En lugar de eso, continuó con su discurso programado mientras la sangre se le escurría por la camisa. Habló por 84 minutos más hasta completar su discurso y aceptar finalmente atención médica. Sus comentarios de apertura a la multitud fueron, "Damas y caballeros, no sé si realmente comprenden que acabo de sufrir un disparo, pero se necesita más que eso para lograr matar a un Alce." Más tarde, a través de pruebas y rayos-x se descubrió que la bala se había alojado en el músculo pectoral de Roosevelt, pero que no había penetrado en la pleura. Los doctores concluyeron que sería menos peligroso dejar la bala en su sitio que intentar extraerla, así que la misma permaneció en el cuerpo de Roosevelt hasta el final de su vida. Pasó las dos semanas posteriores recuperándose antes de continuar con su campaña electoral. A pesar de su tenacidad, Roosevelt finalmente perdería las elecciones ante el candidato demócrata Woodrow Wilson.
Durante el juicio de Schrank, el aspirante a asesino alegó que William McKinley lo había visitado en sueños y le había pedido que vengara su asesinato matando a Roosevelt. Fue declarado legalmente insano e institucionalizado hasta el día de su muerte en 1943.

### Donald Trump
El 13 de julio de 2024, Donald Trump, expresidente de los Estados Unidos y candidato por el Partido Republicano en las elecciones presidenciales de 2024, fue tiroteado y herido durante una manifestación política cerca de Butler, Pensilvania. Poco después de que Trump iniciara su discurso, el joven Thomas Matthew Crooks, de 20 años de edad, efectuó ocho disparos con su fusil tipo AR-15 desde el techo de un edificio localizado a unos 120 metros (400 pies) del escenario. Crooks también asesinó a un miembro de la audiencia, Corey Comperatore, e hirió seriamente a otros dos asistentes del evento. Fue últimamente rematado por disparos del equipo de francotiradores del Servicio Secreto.
Un video del incidente muestra a Trump tomándose la oreja derecha antes de arrojarse en cobertura al suelo del podio, donde finalmente sería cubierto por personal del Servicio Secreto. Luego de que los agentes lo ayudaran a incorporarse, Trump emergió con sangre en su oreja y cara. Luego habló o gritó las palabras "Peleen! Peleen! Peleen!" El fotógrafo periodista Evan Vucci de la Associated Press capturó imágenes de Trump agitando su puño al aire junto a una bandera estadounidense al fondo, que se volvieron virales en las redes sociales y fueron catalogadas como icónicas e históricamente significativas. Trump fue luego escoltado fuera del escenario y llevado a un hospital cercano, antes de ser dado de alta en condición estable unas horas más tarde.

## Otros ataques, intentos de asesinato y conspiraciones

### Andrew Jackson

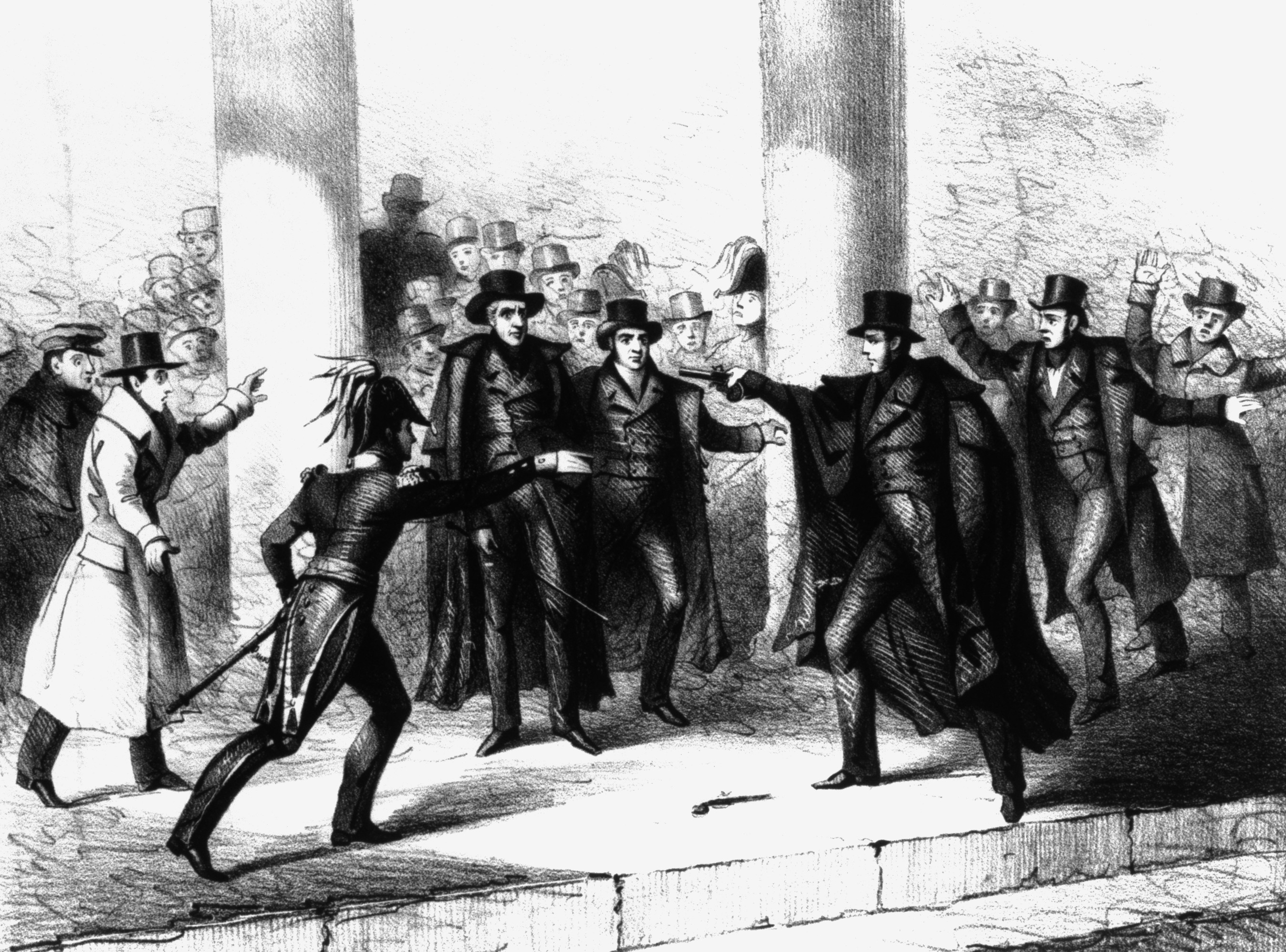
Ilustración del intento de asesinato de Jackson

- 30 de enero de 1835: Justo afuera del Capitolio, un pintor de casas llamado Richard Lawrence intentó dispararle al presidente Andrew Jackson con dos pistolas diferentes, las cuales fallaron. Más tarde se probaron ambas armas y funcionaron correctamente. Lawrence fue aprehendido luego de que Jackson le diera una golpiza con su bastón. Lawrence fue hallado legalmente insano y confinado a una institución mental hasta el día de su muerte en 1861.

### Abraham Lincoln
- 23 de febrero de 1861: El presidente electo Lincoln visitaba Baltimore en medio de las amenazas que se conocían como "El plan de Baltimore", una supuesta conspiración de los simpatizantes Confederados en Maryland para asesinar a Lincoln en camino a su inauguración. La Agencia Nacional de Detectives de Allan Pinkerton jugó un papel clave al proteger al presidente electo encargándose de su seguridad durante todo el viaje. Aunque algunos eruditos debaten que haya existido una amenaza real, Lincoln y sus consejeros tomaron las acciones necesarias para asegurar su bienestar durante el pasaje por Baltimore.
- Agosto de 1864: Un solitario disparo de rifle realizado por un francotirador desconocido erró la cabeza de Lincoln por centímetros (perforando su sombrero) mientras cabalgaba, sin guardia, tarde por la noche, al norte de la Casa Blanca, a 5 km del hogar conocido como "Casa del Soldado" (su lugar de descanso al cual se retiraba para trabajar y descansar antes de retornar a la Casa Blanca a la mañana siguiente). Cerca de las 11:00 PM, el soldado John W. Nichols, del regimiento de Voluntarios de Pensilvania, que se encontraba de guardia en las puertas de la Casa del Soldado, oyó el disparo y momentos después vio al presidente cabalgar hacia él a toda velocidad "con la cabeza descubierta". Lincoln describió la situación a Ward Lamon, su amigo y guardaespaldas.[45][46]

### William Howard Taft

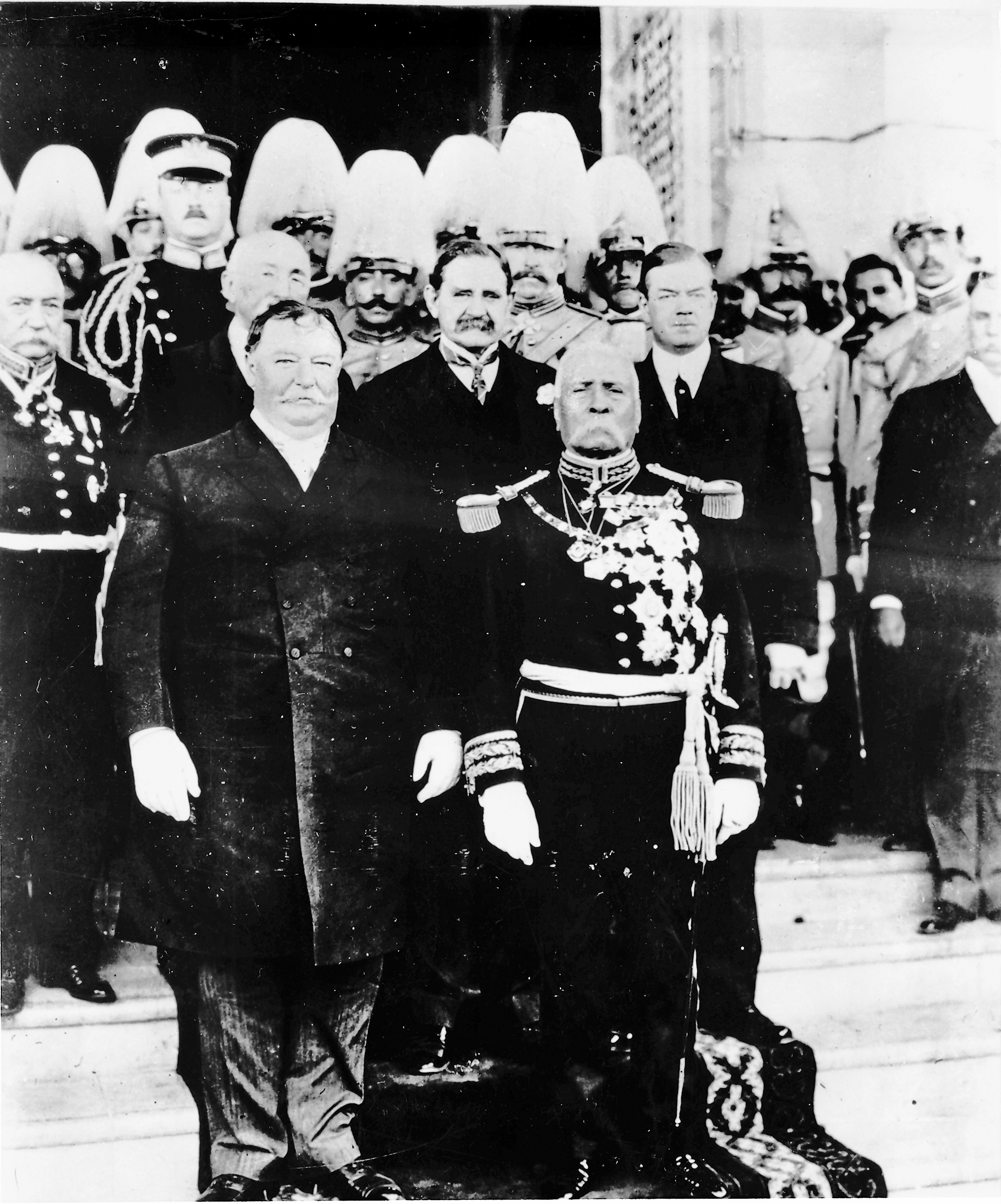
William Taft y Porfirio Díaz, histórica primera cumbre presidencial, Ciudad Juárez, México, 16 de octubre de 1909

- 1909: William Howard Taft y Porfirio Díaz habían planeado una cumbre en El Paso, Texas, y en Ciudad Juárez, Chihuahua, una histórica primera reunión entre un presidente estadounidense y un presidente mexicano, y también la primera vez que un presidente estadounidense cruzaba la frontera hacia México. Díaz solicitó la reunión para mostrar que Estados Unidos apoyaba su octava candidatura a la presidencia y Taft accedió para proteger los varios miles de millones de dólares invertidos en ese momento en México. Ambos lados acordaron que el canal de Chamizal que conectaba El Paso con Ciudad Juárez sería considerado territorio neutral sin banderas presentes durante la cumbre, pero la reunión se enfocó en este territorio y resultó en amenazas de asesinato y otras serias preocupaciones de seguridad. Los Rangers de Texas, 4,000 soldados tanto de los EE. UU. como mexicanos, agentes del servicio secreto, FBI, y Marshals de EE.UU fueron convocados para proveer seguridad. Adicionalmente también estaban presentes 250 miembros de un servicio de seguridad privada dirigidos por Frederick Russell Burnham, el famoso explorador, que había sido contratado por John Hays Hammond. Hammond era un amigo cercano de Taft de la Universidad de Yale y excandidato a la vicepresidencia en las elecciones de 1908 quien, junto a su compañero de negocios Burnham, tenían un considerable interés en el negocio de la minería en México.[47] El 16 de octubre, el día de la cumbre, Burnham y el soldado C.R. Moore, un ranger de Texas, descubrieron a Julius Bergerson, un hombre de 52 años, escondiendo una pistola de palma mientras aguardaba en el edificio de la Cámara de Comercio de El Paso, por donde pasaría la procesión. Burnham y Moore capturaron y desarmaron a Bergerson a solo unos metros de Taft y Díaz.[48]
- 1910: El presidente Taft estaba visitando a su tía, Delia Torrey, en Millbury, Massachusetts. Más tarde, Torrey reportó haber recibido la visita de un extraño que la alertó de un complot de asesinato que había oído en Boston, Massachusetts. Antes de retirarse hacia la estación de tren cerca de Worcester, Massachusetts, éste amenazó a Torrey, quien declaró que el extraño le dijo que "no quería que nada quedase registrado, si lo hacía, volvería y me mataría". Torrey reportó el hecho a la policía local, quienes compartieron la declaración con la policía de Worcester y el Servicio Secreto. El extraño nunca fue identificado.[49]

### Herbert Hoover
- 19 de noviembre de 1928:,[50] El presidente electo Hoover se embarcó en un "Tour de buena voluntad" que recorrería diez naciones a través de América Central y Sudamérica.[51] Mientras cruzaba la Cordillera de los Andes en Chile, se logró frustrar una conspiración de asesinato planeada por anarquistas argentinos. El grupo estaba liderado por Severino Di Giovanni, que planeaba hacer estallar su tren mientras cruzaba la pampa. Los conspiradores tenían un itinerario pero el encargado de los explosivos fue arrestado antes de que pudiera plantarlos en las vías. Hoover se mostró despreocupado y arrancó la página frontal de un periódico que detallaba el complot explicando que "Es imperativo que Lou vea esto,"[52] refiriéndose a su esposa. Sus dichos a favor de Argentina fueron bien recibidos tanto por el país anfitrión como también por la prensa.

### Franklin D. Roosevelt

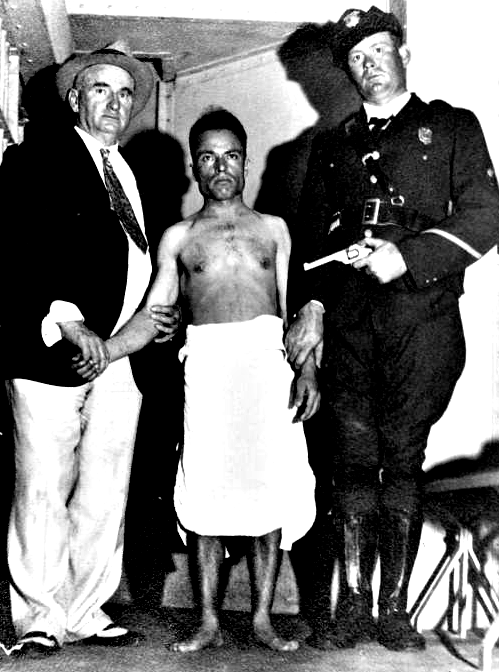
Giuseppe Zangara después de su arresto

- 15 de febrero de 1933: 15 días antes de la primera investidura presidencial de Roosevelt, Giuseppe Zangara efectuó cinco disparos en Miami, Florida. Los disparos de Zangara no alcanzaron al presidente pero lograron herir mortalmente al alcalde de Chicago, Anton Cermak, y a otras cuatro personas. Zangara se declaró culpable del asesinato de Cermark y fue ejecutado en la silla eléctrica el 20 de marzo de 1933. Nunca se logró determinar con exactitud quién era el objetivo de Zangara, pero la mayoría asumió que sus disparos iban dirigidos al presidente electo. Otra teoría sugería que el intento de asesinato había sido ordenado por Al Capone, y que Cermark, quien había liderado una ofensiva contra el Outfit de Chicago y el crimen organizado de Chicago en general, era el verdadero objetivo.[53][54]
- 1943:  El NKVD alegó haber descubierto un plan para asesinar a Roosevelt, Winston Churchill y Stalin urdido por las Waffen-SS de la Alemania nazi,  en la Conferencia de Teherán.[55]

### Harry S. Truman
- Mediados de 1947: Durante la insurgencia Judía en Palestina antes de la formación del Estado de Israel, la organización paramilitar sionista Leji fue culpada de haber enviado un número de cartas bomba dirigidas al presidente y a altos mandos de la Casa Blanca. En ese momento, el incidente no se hizo público, pero la hija de Truman, Margaret Truman lo reveló en su biografía sobre su padre publicada en 1972; aunque ya había sido previamente revelado en una memoria de R. T. Smith, quien había trabajado en la oficina de correos de la Casa Blanca. De acuerdo a Truman, el Servicio Secreto había sido alertado por el Servicio de Inteligencia Británica luego de ellos haber recibido cartas similares dirigidas a oficiales de alto mando británicos y sobre las cuales Leji había tomado crédito; la oficina de correos de la Casa Blanca logró interceptar las cartas dirigidas al presidente Truman y el Servicio Secreto pudo desactivarlas.
- 1 de noviembre de 1950: Dos activistas pro-independentistas puertorriqueños, Oscar Collazo y Griselio Torresola, intentaron asesinar al presidente Truman en la Blair House, lugar en el que Truman residía mientras la Casa Blanca era remodelada. En el ataque, Torresola hirió al guardia de la Casa Blanca Joseph Downs y mató a Leslie Coffelt. Durante el ataque, Coffelt devolvió el fuego, matando a Torresola de un disparo en la cabeza. Collazo hirió a un oficial antes de recibir un disparo en el estómago. Collazo sobrevivió con graves heridas; Coffelt murió a causa de sus heridas 4 horas más tarde en un hospital. Truman resultó ileso, pero estuvo bajo un gran riesgo. Collazo fue condenado en un juicio federal y recibió la pena de muerte. Truman luego conmutó la pena de muerte de Collazo por prisión perpetua. En 1979, el presidente Jimmy Carter volvió a conmutar la pena de Collazo a tiempo cumplido.[56]

### John F. Kennedy
- 11 de diciembre de 1960: Mientras vacacionaba en Palm Beach, Florida, el presidente electo John F. Kennedy fue el objetivo de Richard Paul Pavlick, un extrabajador postal de 73 años de edad que estaba impulsado por el odio a los católicos. Pavlick tenía intenciones de estrellar su Buick modelo 1950, que se encontraba cargado de dinamita, contra el vehículo de Kennedy, pero cambió de parecer luego de ver como la esposa y las hijas del presidente se despedían de éste.[57] Pavlick fue arrestado tres días después por el Servicio Secreto luego de ser detenido por una infracción de tráfico; la policía encontró la dinamita en su auto y lo capturó. El 27 de enero de 1961, Pavlick fue internado en un hospital psiquiátrico del servicio de salud pública de Estados Unidos en Springfield, Misuri, para luego ser acusado de intento de asesinato de Kennedy. Los cargos contra Pavlick fueron retirados el 2 de diciembre de 1963, diez días después del asesinato de Kennedy en Dallas.[58] El juez Emett Clay Choate declaró que Pavlick no había podido diferenciar el bien del mal en sus acciones, pero lo mantuvo en el hospital psiquiátrico. El gobierno federal también retiró los cargos en agosto de 1964 y Pavlick fue eventualmente dado de alta del Hospital de Nueva Hampshire el 13 de diciembre de 1966.[58][59][60] Murió en 1975 a los 88 años de edad.

### Richard Nixon
- 13 de abril de 1972: Arthur Bremer llevaba encima un arma durante el desfile de Ottawa, Canadá, con la intención de disparar a Nixon, pero el vehículo del presidente pasó demasiado rápido, impidiendo que Bremer tenga una buena línea de tiro. Al día siguiente, Bremer creyó ver el auto de Nixon fuera del Bloque Central, pero ya no estaba cuando regresó de buscar su arma de la habitación del hotel.[61] Un mes después, Bremer disparó e hirió gravemente al gobernador de Alabama, George Wallace, quien resultó paralizado de cintura para abajo hasta el día de su muerte en 1998. Otras tres personas también resultaron heridas. Bremer fue condenado a 35 años en prisión.[62][63]
- 22 de febrero de 1974: Samuel Byck planeaba asesinar a Nixon estrellando un avión comercial sobre la Casa Blanca.[64] Secuestró un DC-9 en el Aeropuerto Internacional de Baltimore-Washington luego de asesinar a un oficial de policía de la Administración Aérea de Maryland, y se le comunicó que no podría despegar si los bloques de rueda continuaban en sitio. Luego de disparar a ambos pilotos (uno murió más tarde), un oficial llamado Chalres 'Butch' Troyer disparó a Byck a través de la ventana de la puerta del avión. Sobrevivió lo suficiente para quitarse la vida él mismo de un disparo.

### Gerald Ford
- Mediados de agosto de 1974: Muharem Kurbegovic, también conocido como El bombardero del Alfabeto, dijo en un mensaje que viajaría hasta Washington D. C. y arrojaría una bomba de gas nervioso al presidente Gerald Ford, a solo diez días de haber asumido su mandato.[65] En el plazo de un día, la CIA, el Servicio Secreto, y otras agencias, trabajando desde el sótano de la Casa Blanca, lograron identificar a Kurbegovich; fue arrestado el 20 de agosto.[66] El grupo pudo identificar sus orígenes Yugoslavos a través de un análisis de voz de sus cintas, mientras que con los registros de sus antiguos casos lograron triangular su identidad.[67]
- 5 de septiembre de 1975: En los terrenos al norte del Capitolio de California, Lynette "Squeaky" Fromme, una seguidora de Charles Manson, desenfundó una pistola Colt M1911 calibre .45 sobre Ford cuando éste se acercó a estrechar su mano en la multitud. Tenía cuatro cartuchos en cargador del arma pero ninguno en la recámara, y como resultado, el arma no disparó. Fromme fue rápidamente reducida por el agente del Servicio Secreto Larry Buendorf. Fue sentenciada a prisión perpetua pero fue liberada el 14 de agosto de 2009 (dos años y ocho meses después de la muerte de Ford en 2006).[68]
- 22 de septiembre de 1975: En San Francisco, California, a solo 17 días después del intento de Fromme, Sara Jane Moore le disparó a Ford con un revólver desde 12 metros (40 pies) de distancia.[69] Un espectador, Oliver Sipple, agarró el brazo de Moore y el disparo se desvió de Ford, impactando en una pared e hiriendo ligeramente a un taxista llamado John Ludwig.[70] Moore fue juzgada y condenada en una corte federal, y sentenciada a prisión perpetua. Obtuvo la libertad condicional el 31 de diciembre de 2007, luego de servir 30 años, a un año y cinco días después de la muerte natural de Ford.

Los dos intentos de asesinato de Gerald Ford en septiembre de 1975 son los únicos dos casos conocidos de mujeres que intentan asesinar al presidente estadounidense.

### Jimmy Carter
- 5 de mayo de 1979: Raymond Lee Harvey era un vagabundo americano oriundo de Ohio. Fue arrestado por el Servicio Secreto luego de ser atrapado cargando una pistola de fogueo con balas de salva, diez minutos antes de que Carter iniciara su discurso en el Centro Comercial Cívico de Los Ángeles, el 5 de mayo de 1979. Harvey tenía un historial de trastornos mentales, pero la policía tuvo que investigar su alegato de que formaba parte de un plan orquestado por 4 personas para asesinar al presidente. De acuerdo a Harvey, había realizado siete disparos con balas de salva desde esa pistola en el techo del hotel la noche del 4 de mayo para probar cuánto ruido realizaba. Alegó haber estado acompañado por uno de los conspiradores esa noche, a quien el conocía como "Julio". (Este hombre fue luego identificado como un inmigrante ilegal de México, quien dijo llamarse Osvaldo Espinoza Ortiz).[71] Al momento de su arresto, Harvey llevaba 8 casquillos en su bolsillo como también otras 70 balas de salva para el arma. Harvey fue encarcelado bajo una fianza de $50.000 dólares, dada su condición de transeúnte, y no está claro pero se reportó que a Ortiz se lo detuvo bajo una fianza de $100.000 dólares debido a su estado de testigo material[71] o bajo el cargo de robo de auto.[72] Los cargos en contra de ambos hombres fueron luego retirados debido a falta de evidencias.[73]
- John Hinckley Jr. estuvo muy cerca de dispararle a Carter durante su campaña de reelección, pero se acobardó. Más tarde intentaría asesinar al presidente Ronald Reagan en marzo de 1981.[74][75]

### George H. W. Bush
- 13 de abril de 1993: De acuerdo a las autoridades de Kuwait y a una investigación del FBI[76] se cree que catorce hombres Iraquíes y de Kuwait que trabajaban para Saddam Hussein ingresaron por contrabando bombas en Kuwait, planeando asesinar al expresidente Bush con un coche bomba durante su visita a la Universidad de Kuwait tres meses luego de finalizar su mandato en enero de 1993.[77] El exmandatario estaba de visita en Kuwait en ese año para conmemorar la victoria de la coalición sobre Iraq en la guerra del Golfo Pérsico cuando los oficiales de Kuwait alegaron frustrar una supuesta conspiración de asesinato y haber arrestado a los sospechosos. En ese momento el expresidente estaba acompañado por su esposa, dos de sus hijos, el ex secretario de Estado James A. Baker III, el exjefe de personal John Sununu y el ex-secretario del tesoro Nicholas Brady. De las 17 personas que el gobierno de Kuwait arrestó, dos sospechosos, Wali Abdelhadi Ghazali y Raad Abdel-Amir al-Assadi, se retractaron de sus confesiones durante el juicio, alegando que fueron cohercionados.[78] Una corte de Kuwait condenó a casi todos los imputados, a excepción de uno. El entonces presidente Bill Clinton respondió lanzando un ataque de misiles balísticos sobre un edificio de inteligencia Iraquí en el distrito de Mansour en Bagdad. La conspiración fue utilizada como una de las justificaciones para lo que se llamó "La Resolución de Iraq", que autorizaba la invasión de EE.UU de 2003 de dicho país. Un análisis realizado por el Centro de Contra-Terrorismo de la CIA concluyó que la conspiración de asesinato había sido inventado por las autoridades de Kuwait;[79] sin embargo, durante ese mismo tiempo el FBI había establecido que el complot había sido en realidad dirigido por el Servicio de Inteligencia Iraquí (IIS por sus siglas en inglés "Iraqi Intelligence Service") y que la CIA había recibido información que sugería que Saddam Hussein había dado la orden del asesinato para vengarse de los EE.UU, para castigar a Kuwait por trabajar con dicho país y para mantener a los otros estados árabes de continuar interviniendo en Irak.[80] El día antes del ataque, el 12 de abril de 1993, la entonces embajadora de EE.UU ante las Naciones Unidas y futura 64.ª secretaria de estado, Madeleine Albright, se presentó ante el Consejo de Seguridad de la ONU con evidencia del plan Iraquí con la esperanza de conseguir apoyo internacional.

### Bill Clinton
- 21 de enero de 1994: Ronald Gene Barbour, un militar retirado y escritor independiente planeó asesinar a Clinton mientras el presidente trotaba. Barbour regresó a Florida una semana más tarde sin haber disparado al presidente, quien se encontraba de visita en Rusia[81] Barbour fue sentenciado a cinco años de prisión y fue liberado en 1998.
- 29 de octubre de 1994: Francisco Martin Duran realizó al menos 29 disparos con un fusil semiautomático tipo 56 que disparaba balas de 7.62×39mm a la Casa Blanca desde una reja con vistas al jardín norte, creyendo que Clinton se encontraba entre los hombres con trajes oscuros que se encontraban allí (Clinton estaba adentro). Tres turistas, Harry Rakosky, Ken Davis y Robert Haines sometieron a Duran antes de que pudieran herir a alguien. Habiéndose hallado una nota de suicidio en su bolsillo, Duran fue sentenciado a 40 años de prisión.[82]
- Noviembre de 1994: Osama bin Laden reclutó a Ramzi Yousef,la mente maestra detrás del atentado del World Trade Center de 1993, para intentar asesinar a Clinton. Sin embargo, Yousef creyó que la seguridad sería impenetrable y decidió atentar contra el Papa Juan Pablo II en su lugar.[83]
- 24 de noviembre de 1996: Durante su visita al foro de la Cooperación Económica Asia-Pacífico (APEC por sus siglas en inglés "Asia-Pacific Economic Cooperation") en Manila, El desfile de Clinton fue redirigido momentos antes de pasar por encima de un puente. Oficiales del Servicio Secreto habían interceptado un mensaje que sugería que un ataque era inminente, y Lewis Merletti, el director del Servicio Secreto ordenó tal desvío. Un equipo de inteligencia descubrió más tarde una bomba debajo del puente. Subsecuentes investigaciones por los EE. UU. revelaron que "el complot había sido ideado por un terrorista saudí viviendo en Afganistán llamado Osama bin Laden".[84]
- Octubre de 2018: Un paquete que contenía una bomba de tubo dirigida a su esposa Hillary Clinton y enviada a su hogar en Chappaqua, Nueva York, fue interceptado por el Servicio Secreto. Fue uno de los tantos paquetes enviados a otros líderes democráticos en la misma semana, incluyendo al expresidente Barack Obama. Bill Clinton se encontraba en su hogar de Chappaqua cuando el paquete fue interceptado, mientras Hillary se encontraba en Florida en medio de la campaña por el partido Democrático durante las elecciones de 2018.[85] Análisis forenses de ADN en huellas dactilares revelaron que el paquete había sido enviado por el residente de Florida Cesar Sayoc, quien fue capturado dos días luego de que el paquete fuera interceptado.[86] Los fiscales intentaron lograr la pena de prisión perpetua para Sayoc, pero el juez lo sentenció a 20 años.[87]

### George W. Bush
- 10 de mayo de 2005: Mientras el presidente Bush se encontraba dando un discurso en la Plaza de la Libertad en Tiflis, Georgia, Vladimir Arutyunian arrojó una granada soviética RGD-5 hacia el podio. La clavija de la granada había sido removida, pero no explotó porque tenía un pañuelo rojo de tartán envuelto firmemente alrededor de ella, lo que impidió que se soltara la palanca de seguridad. Luego de lograr escapar ese día, Arutyunian fue arrestado en julio de 2005. Durante su arresto mató a un agente del Ministerio del Interior. Fue condenado en enero de 2006 y se lo sentenció a prisión perpetua.[88][89]
- 24 de mayo de 2022: Shihab Ahmed Shihab Shihab, un ciudadano Iraquí y residente de Columbus, Ohio, fue arrestado por estar involucrado en una conspiración para asesinar al expresidente Bush con base en información obtenida por conversaciones que mantuvo con varios informantes encubiertos del FBI.[90] También se le acusó de cometer un crimen de inmigración y planear ingresar por contrabando iraquíes a EE.UU desde México para que ayudaran con la conspiración. Además confesó a los informantes que tenía conexiones directas con miembros de ISIS, incluyendo algunas con el antiguo líder de ISIS, Abu Bakr Al-Baghdadi (antes de su muerte) y el exjefe financiero del movimiento, con quién planeaba lavar dinero hacia EE. UU. desde un local de ventas de autos de Columbus. En febrero, Shihab y un informante viajaron al hogar de Bush en Dallas, Texas y al Centro Presidencial George W. Bush para realizar vigilancia. Shihab ingresó al país ilegalmente en septiembre de 2020 con una identificación falsa. Shihab alegó haber trabajado con terroristas Iraquíes para matar soldados estadounidenses en Irak desde 2003 hasta 2006 luego de la invasión. Dijo que la motivación detrás de la conspiración de asesinato era el enojo por la Guerra de Irak.[91]

### Barack Obama
- Diciembre de 2008: Un marine estadounidense, Kody Ray Brittingham, de 20 años, con base en Camp Lejeune, escribió que había "jurado proteger a su país contra todos los enemigos, tanto extranjeros como domésticos". En una "carta de intención" firmada, identificó al presidente electo Obama como un "enemigo doméstico" y por ende, blanco de la conspiración de Brittingham para asesinarlo.[92] Una investigación de su cuartel reveló un diario que contenía material supremacista.[93] En junio de 2010, Brittingham fue sentenciado a 100 meses en una prisión federal.[94]
- Abril de 2009: Un plan para asesinar a Obama en la cumbre de la Alianza de Civilizaciones realizada en Estambul, Turquía, fue descubierto luego de que un hombre de origen sirio fuera atrapado cargando credenciales de prensa falsas pertenecientes a Al Jazira TV. El hombre confesó a los servicios de seguridad turcos los detalles de su plan para asesinar a Obama con un cuchillo. Alegó que contaba con el apoyo de tres cómplices.[95]
- Noviembre de 2011: Oscar Ramiro Ortega-Hernandez, de 21 años, altamente influenciado por teorías conspirativas y creencias religiosas marginales, comenzó a planear asesinar a Obama. Luego de viajar desde Idaho, su lugar de procedencia, realizó sobre la Casa Blanca varios disparos desde un fusil semiautomático. Nadie resultó herido, pero una ventana quedó destruida.[96] Fue sentenciado a 25 años en prisión.[97]
- 2011 a 2012: El grupo terrorista de ultraderecha FEAR planeó llevar a cabo una serie de ataques terroristas que incluían el asesinato de Obama.[98] El plan se frustró cuando cuatro miembros del grupo fueron arrestados bajo cargos de asesinato y uno de ellos, Michael Burnett, acordó cooperar con las autoridades a cambio de una sentencia más leve.[99]
- Octubre de 2012: Un perturbado mental llamado Mitchell Kusick, de Westminster, Colorado, fue arrestado luego de confesarle a su terapeuta que tenía intenciones de matar a Obama con una escopeta en una de las visitas de campaña a Boulder, Colorado.[100]
- Abril de 2013: Otro intento fue realizado cuando una carta cubierta de ricina fue enviada a Obama.[101]
- Junio de 2013: Dos supremacistas de raza blanca, Glendon Scott Crawford, de Galway, Nueva York y Eric Feight de Hudson, Nueva York, fueron arrestados por planear los asesinatos de musulmanes americanos y otros a quienes percibían como enemigos de Israel con un "arma de radiación" casera, descripta por Crawford como "Hiroshima en un interruptor".[102] Luego emergió que Crawford habría sugerido usar el dispositivo contra el presidente Obama como también sobre otros objetivos.[103]
- Octubre de 2018: Un paquete que contenía una bomba de tubo, dirigido al presidente Obama fue enviado a su residencia de Washington D. C. El paquete fue interceptado por el Servicio Secreto.[104][105]

### Donald Trump
- 6 de septiembre de 2017: Gregory Lee Leingang, un hombre de 42 años oriundo de Bismarck, Dakota del Norte, intentó asesinar al presidente Donald Trump en Mandan, Dakota del Norte, mientras Trump visitaba el estado en busca de apoyo público. Leingang robó una carretilla elevadora de una refinería y la condujo hasta el desfile presidencial. Luego de que la carretilla elevadora quedara atrapada dentro de la misma refinería, huyó a pie y fue arrestado luego de ser perseguido por la policía. En la entrevista de su detención, admitió que su intención era asesinar al presidente volcando la limusina presidencial con la carretilla elevadora, lo que sorprendió a las autoridades, quienes creían que había robado el vehículo para uso personal. El hombre se declaró culpable del intento de asesinato, del robo del vehículo y de varios otros crímenes sin relación en el mismo día. Consecuentemente, fue sentenciado a 20 años de prisión. Su abogado defensor constató una "grave crisis psiquiátrica".[106][107]
- Noviembre de 2017: Un hombre afiliado al Estado Islámico (IS por sus siglas en inglés "Islamic State"), cuyo nombre no fue revelado, fue arrestado por la Policía Nacional Filipina en el Parque Rizal de Manila, que reportó que el hombre planeaba asesinar al presidente Trump durante la cumbre diplomática de ASEAN. En las semanas anteriores a este hecho, el Servicio Secreto ya sospechaba de un ataque planeado sobre el presidente debido a la presencia general del Estado Islámico en Filipinas y por diversas amenazas que la gente había realizado en contra del presidente en redes sociales. Antes del aterrizaje del avión presidencial, el Servicio Secreto descubrió las amenazas que un hombre había realizado a través de las redes sociales que se consideraron creíbles, lo que hizo que se rastrease rápidamente al individuo y fuera arrestado. El gobierno desclasificó el incidente al público luego de un año de silencio a través de un documental televisivo.[108][109]

### Joe Biden
- 23 de mayo de 2023: Sai Varshith Kandula, un joven de 19 años proveniente de Chesterfield, Misuri (cerca de St. Louis), condujo un camión alquilado directo hacia una barrera que separaba los terrenos de la Casa Blanca del público. Momentos después fue puesto en custodia por la policía de Parques de Estados Unidos y se encontró una bandera Nazi en el vehículo. Kandula expresó admiración por el Tercer Reich y alegó que sus intenciones eran "asesinar al presidente" y "tomar el poder".[110]

## Muertes que se creen fueron asesinatos

### Zachary Taylor
El 9 de julio de 1850, el presidente Zachary Taylor falleció a causa de una enfermedad que fue diagnosticada como gastroenteritis, que supuestamente contrajo luego de ingerir cerezas y leche durante una celebración del 4 de julio. Casi inmediatamente luego de su muerte, comenzaron a circular rumores sobre el posible envenenamiento de Taylor por sureños pro-esclavismo y teorías similares persistieron hasta el siglo XXI. En 1991 un análisis por activación neutrónica realizado sobre muestras de Taylor no arrojaron evidencia de envenenamiento debido al bajo nivel de arsénico. El científico político Michael Parenti cuestiona la explicación tradicional para la muerte de Taylor. Basándose en entrevistas y reportes realizados por expertos forenses, discute que el procedimiento usado para verificar envenenamiento por arsénico estaba fundalmente errado.

### Warren G. Harding
En junio de 1923, el presidente Warren G. Harding se embarcó en un "viaje de iluminación" a través del país, durante el cual planeaba reunirse con ciudadanos y explicar sus políticas. Durante este viaje, se convirtió en el primer presidente en visitar Alaska, que en ese momento ya formaba parte del territorio estadounidense. Para 1923, los rumores de corrupción en la administración de Harding comenzaban a circular en Washington D. C., y Harding se sorprendió profundamente por un mensaje recibido mientras se encontraba en Alaska, que detallaban aparentes actividades ilegales de su gabinete, las cuales supuestamente él desconocía. A finales de julio, mientras viajaba por Columbia Británica, al sur de Alaska, desarrolló lo que se pensó que era un caso severo de intoxicación alimentaria. Dio el último discurso de su vida a una gran multitud en la Universidad del Estadio de Washington (ahora llamado Estadio Husky) en el campus de la Universidad de Washington en Seattle, Washington. Un discurso programado para Portland, Oregón, fue cancelado. El tren del presidente continuó hacia el sur, camino a San Francisco. Luego de llegar al Palace Hotel, desarrolló neumonía. Harding murió en su habitación de hotel a causa de un infarto o un ACV el 2 de agosto de 1923 a las 7:35 PM. El anuncio formal, impreso en el New York Times de ese día, indicaba: "Un ataque de apoplejía fue la causa de muerte." Había estado enfermo por exactamente una semana.
Médicos navales formularon la conjetura de que Harding había sufrido un infarto. El médico personal de los Hardings, el homeópata y cirujano general Charles E. Sawyer, estaba en desacuerdo con ese diagnóstico. La esposa del presidente, Florence Harding, rechazó permitir una autopsia, lo que provocó que rápidamente se generara la especulación de que había sido víctima de una conspiración, posiblemente gestada por Florence, ya que aparentemente éste le había sido infiel. Gaston Means, un historiador amateur y tábano, escribió en su libro The Strange Death of President Harding ("La extraña muerte del presidente Harding", 1930) que las circunstancias alrededor de su muerte llevaban a la sospecha de que podría haber sido envenenado. Un número de individuos cercanos a él, tanto personales como políticos, habrían celebrado la muerte de Harding, ya que hubieran caído en desgracia al ser asociados con la "inminente caída" de Harding.